# Mikonsaari (ö i Södra Karelen, Villmanstrand)
Mikonsaari är en ö i Finland. Den ligger i sjön Saimen och i kommunen Villmanstrand i den ekonomiska regionen  Villmanstrands ekonomiska region  och landskapet Södra Karelen, i den södra delen av landet, 200 km nordost om huvudstaden Helsingfors. Öns area är 1,34 kvadratkilometer och dess största längd är 2,5 kilometer i sydöst-nordvästlig riktning.